# Alparslan Türkeş
Alparslan Türkeş§ (25 tháng 11 năm 1917 - 4 tháng 4 năm 1997) là một chính trị gia người Thổ Nhĩ Kỳ, người đã sáng lập và chủ tịch đảng Phong trào Dân tộc. Ông đại diện phía cánh hữu của phổ chính trị Thổ Nhĩ Kỳ. Ông vẫn còn được gọi là Başbuğ ("Lãnh tụ") bởi những người sùng kính của ông.

## Tiểu sử
Türkeş sinh ra ở Nicosia, đảo Síp, trong một gia đình người Síp Thổ Nhĩ Kỳ năm 1917. Ông nội nội của ông đã di cư sang Síp từ Kayseri, Đế quốc Ottoman, vào những năm 1860. Cha của ông, Ahmet Hamdi Bey, đến từ Tuzla, gần Famagusta, và mẹ ông, Fatma Zehra Hanım, đến từ Larnaca [9]. Tuy nhiên, trong một cuộc phỏng vấn với học giả Fatma Müge Göçek nhà báo Hrant Dink tuyên bố rằng Türkeş là người gốc Armenia, một đứa trẻ mồ côi đến từ Sivas, người sau này được một cặp vợ chồng người Hồi giáo từ Síp nhận nuôi. 
Năm 1932 Türkeş di cư sang Thổ Nhĩ Kỳ cùng với gia đình ông. Ông đã được ghi danh vào lycée quân sự ở Istanbul năm 1933 và hoàn thành giáo dục trung học của mình vào năm 1936. Năm 1938, ông gia nhập quân đội và sự nghiệp quân sự của ông bắt đầu.